# On And On And Beyond
On And On And Beyond is de eerste EP van de Amerikaanse rapper Mac Miller. De EP kwam gelijk op 29 maart 2011. De nummers "Another Night", en "Live Free" staan ook op Mac Millers mixtape The High Life uit 2009. Ook "Life Ain't Easy", en "In the Air" staan op Best Day Ever uit 2011. The EP stond in de US Billboard 200 op 16 april 2011 op 55.
| Nr. | Titel           | Producer(s)                    | Duur |
| --- | --------------- | ------------------------------ | ---- |
| 1.  | Put It On       | Kalvin & HOBBS                 | 3:15 |
| 2.  | Live Free       | Jay Fish                       | 3:13 |
| 3.  | On and On       | I.D. Labs, Andrew Dawson (co.) | 3:10 |
| 4.  | Life Ain't Easy | I.D. Labs                      | 2:41 |
| 5.  | In the Air      | Ritz Reynolds                  | 2:57 |
| 6.  | Another Night   | Matt Grover                    | 2:56 |